# Костюченко, Сергей Филиппович
Сергей Филиппович Костюченко (укр. Сергій Пилипович Костюченко; 1905, Киев, Киевский уезд, Киевская губерния, Российская империя — 7 сентября 1984, Киев, Украинская ССР, СССР) — советский украинский государственный и партийный деятель. Первый секретарь Житомирского обкома КП(б) Украины (1949—1951).

## Биография
Родился в 1905 в Киеве, в семье рабочего железной дороги. В четырехлетнем возрасте остался сиротой, находился в детском приюте. В 1912 году переехал к деду, Карпу Костюченко, в городок Батурин Черниговской губернии. В 1912—1925 годах — батрак у зажиточных крестьян, конюх и сторож Батуринской больницы.
Образование неполное среднее. Окончил кружок политической грамоты.
В 1925 году вступил в комсомол. До 1927 года — секретарь Батуринской сельской комсомольской ячейки. В 1927—1929 годах — глава группового комитета профсоюза рабочих земли и леса.
В 1929—1932 годах — председатель Батуринского сельского совета; инструктор исполнительного комитета Батуринского районного совета; глава Батуринского районного скотосоюза, председатель Фастивецкого сельского совета на Черниговщине.
В 1932—1935 годах — заведующий отделом кадров Политического отдела Батуринской машинно-тракторной станции Черниговской области.
В 1935—1937 годах — председатель Батуринского сельского совета; директор Батуринской машинно-тракторной станции Черниговской области.
В 1952 г. окончил Курсы переподготовки при ЦК ВКП(б). Член ВКП(б) с 1929 г. Член ЦК КП(б) Украины (1949—1952).
- 1937—1938 гг. — первый секретарь Батуринского районного комитета КП(б) Украины,
- 1938—1949 гг. — председатель исполнительного комитета Черниговского областного Совета,
- 1941—1943 гг. — уполномоченный Военного Совета,
- 1949—1951 гг. — первый секретарь Житомирского областного комитета КП(б) Украины,
- 1952—1953 гг. — инспектор ЦК КП Украины,
- 1953—1955 гг. — начальник главного управления оргнабора рабочих при СМ Украинской ССР,
- 1955—1967 гг. — первый заместитель начальника главного управления оргнабора рабочих и переселения при СМ Украинской ССР,
- 1967—1971 гг. — заместитель председателя Государственного комитета СМ Украинской ССР по использованию трудовых резервов.

С 1971 г. на пенсии.

## Награды
- 2 ордена Ленина (07.02.1939; 23.01.1948)
- медали